# 奥屯贞
奥屯贞（1240年—1306年），字正卿，元朝官员，其先祖上京胡里改路人，后来其父奥屯世英定居蒲城。
奥屯贞是奥屯世英的长子。十三岁时，奥屯世英去世。入见蒙哥大汗，蒙哥下诏：“奥屯世英早年归附成吉思汗，统兵南伐，我军失利，叛者众多，奥屯世英弃父母妻儿，只身回归，被先汗嘉赏。现在命其子奥屯贞袭任万户，佩金符。”奥屯贞攻打重庆、嘉定诸路，有功。忽必烈即位，奥屯贞入觐，被赐黄白金锦衣。至元十三年（1276年），奥屯贞为南阳府尹，位阶明威将军。官至广南西道宣慰使，改任蓬州路总管，又转任顺庆、嘉定两路总管。所至有惠政。六十七岁去世。其子奥屯金刚奴，官至金齿大理道宣慰副使、佥都元帅府事；奥屯银刚奴，官至锦州判官。